# Aerotec Uirapuru
L'Aerotec A-122 Uirapuru è un addestratore basico, progettato e costruito dall'azienda aeronautica brasiliana Aerotec. È un monomotore ad ala bassa a 2 posti affiancati. Grazie alle sue capacità aerodinamiche è stato impiegato sia in ambito militare che civile, come velivolo sportivo, da turismo e nelle scuole di volo.

## Storia del progetto
Nei primi anni sessanta il Ministério da Aeronáutica brasiliano espresse la necessità di sostituire i Fokker S-11 ed S-12 che equipaggiavano la propria Academia da Força Aérea ed utilizzati per la formazione dei nuovi piloti militari.
Per rispondere a questa esigenza la Sociedade Aerotec Ltda nel 1962. iniziò la progettazione di un nuovo velivolo biposto da ala bassa e carrello fisso, l'A-122. I tre anni successivi furono necessari per concretizzare il progetto in due prototipi, il primo immatricolato PP-ZTF e portato in volo per la prima volta il 2 giugno 1965 equipaggiato con un motore Avco Lycoming O-235-C1C da 108 hp (81 kW), il secondo, immatricolato PP-ZTT, motorizzato con il più potente Lycoming O-320-A da 150 hp (112 kW).
Dopo la presentazione alle autorità brasiliane la Aerotec ottenne una commessa per la fornitura di 30 esemplari di serie equipaggiati con il motore più potente entrando in servizio nel 1969 con la designazione T-23.

## Versioni
A-122A
variante militare, designata T-23 dalla Força Aérea Brasileira.
A-122B Uirapuru
versione civile
A-122C
versione civile, designata T-23C dalla Força Aérea Brasileira.

## Utilizzatori

### Militari
Bolivia
- Fuerza Aérea de Bolivia

operò con 18 esemplari tra il 1974 ed il 1997.
 Brasile
- Força Aérea Brasileira

operò con 76 esemplari, designati T-23, tra il 1970 a il 1984.
 Paraguay
- Fuerza Aérea Paraguaya

operò con 14 esemplari, 8 acquisiti nel 1975 più 6 nel 1986.

### Governativi
Paraguay
- Escuela Nacional de Aeronáutica Civil

operò con un esemplare nei primi anni settanta

## Esemplari attualmente esistenti
Sono noti tre esemplari ex Força Aérea Brasileira conservati ed esposti presso il Museu Aeroespacial - MUSAL di Rio de Janeiro.

## Velivoli comparabili
Brasile
- Neiva Universal

 Italia
- SIAI-Marchetti SF-260